# نصوح آکار
نصوح آکار (ترکی استانبولی: Nasuh Akar; ۱۰ مهٔ ۱۹۲۵ – ۱۸ مهٔ ۱۹۸۴) کشتی‌گیر اهل ترکیه بود.